# Україно, давай, Україно!
Україно, давай, Україно! (чеськ. Ukrajina, davaj, Ukrajina!) — антологія сучасного українського оповідання в перекладі чеською мовою, упорядкована Люцією Ржегоржіковою та Марком Робертом Стехом.  

## Короткий опис
Антологія вийшла друком у брненському видавництві «Вітряні млини» («Větrné mlýny») 2012 року. До книги ввійшло 55 оповідань 44 українських письменників.
Ідея видання антології українського оповідання народилась у видавництві «Вітряні млини», яке спеціалізується на виданні сучасної світової літератури . Відбором текстів займались чеська письменниця Люція Ржегоржікова і доктор славістики, літературознавець та письменник із Канади Марко Роберт Стех. Переклад на чеську є працею випускників україністики з університетів міст Брно і Праги. 
Антологія є панорамою української малої прози за 25 років після Чорнобильської катастрофи 1986 року .
В антології представлено твори таких письменників:
Емма Андієвська, Юрій Андрухович, Зіновій Бережан, Юрій Винничук, Віра Вовк, Василь Ґабор, Тимофій Гаврилів, Юрко Ґудзь, Володимир Діброва, Володимир Єшкілєв, Сергій Жадан, Олександр Жовна, Богдан Жолдак, Андрій Жураківський, Оксана Забужко, Юрій Іздрик, Ірена Карпа,  Володимир Кашка, Маріанна Кіяновська, Олександр Клименко, Євгенія Кононенко, Ігор Костецький, Оксана Луцишина, Олег Лишега, Таня Малярчук, Дзвінка Матіяш, В'ячеслав Медвідь, Костянтин Москалець, Віктор Неборак, Галина Пагутяк, Євген Пашковський, Галина Петросаняк, Любов Пономаренко, Василь Портяк, Тарас Прохасько, Микола Рябчук, Мар’яна Савка, Василь Слапчук, Марко Роберт Стех, Юрій Тарнавський, Василь Трубай, Олесь Ульяненко, Валерій Шевчук, Володимир Яворський.

## Видання
- Ukrajina, davaj, Ukrajina!: antologie současných ukr. povídek. Uspoř. Marko Robert Stech a Lucie Řehoříková ; [z ukr. přel. Marcela Dušková et al.]. Brno: Větrné mlýny, 2012. - 878, [8] s. ISBN 978-80-7443-042-8